# Ibirānu III
Ibirānu III (... – XVII secolo a.C.) è stato un re amorreo di Ugarit.